# Nectonema munidae
Nectonema munidae är en djurart som tillhör fylumet tagelmaskar som beskrevs av Brinkmann 1930. Enligt Catalogue of Life ingår Nectonema munidae i släktet Nectonema, och familjen Nectonemidae, men enligt Dyntaxa är tillhörigheten istället släktet Nectonema, och familjen Nectonematidae. Arten är reproducerande i Sverige. Inga underarter finns listade i Catalogue of Life.